# Charles Burns
Charles Burns (ur. 27 września 1955 w Waszyngtonie) – amerykański twórca komiksów. Publikował m.in. na łamach „Another Room Magazine”,„Playboya”, „Rolling Stone”, „Sub Pop”, „The East Village Other”, „The New Yorker”, „Weirdo” oraz antologii „RAW” wydawanej przez Arta Spiegelmana i Françoise Mouly. Jego najsłynniejszym dziełem jest Black Hole. Seria publikowana w latach 1995–2005 (12 zeszytów w latach 1995–2004, integral w roku 2005), za którą otrzymał Nagrodę Harveya (2006). W Polsce ukazały się dwa albumy Burnsa. El Borbah nakładem wydawnictwa Post (2001) oraz Black Hole  (integral) nakładem Kultury Gniewu (wyd. I 2007, wyd. II 2016).